# Niña Pastori

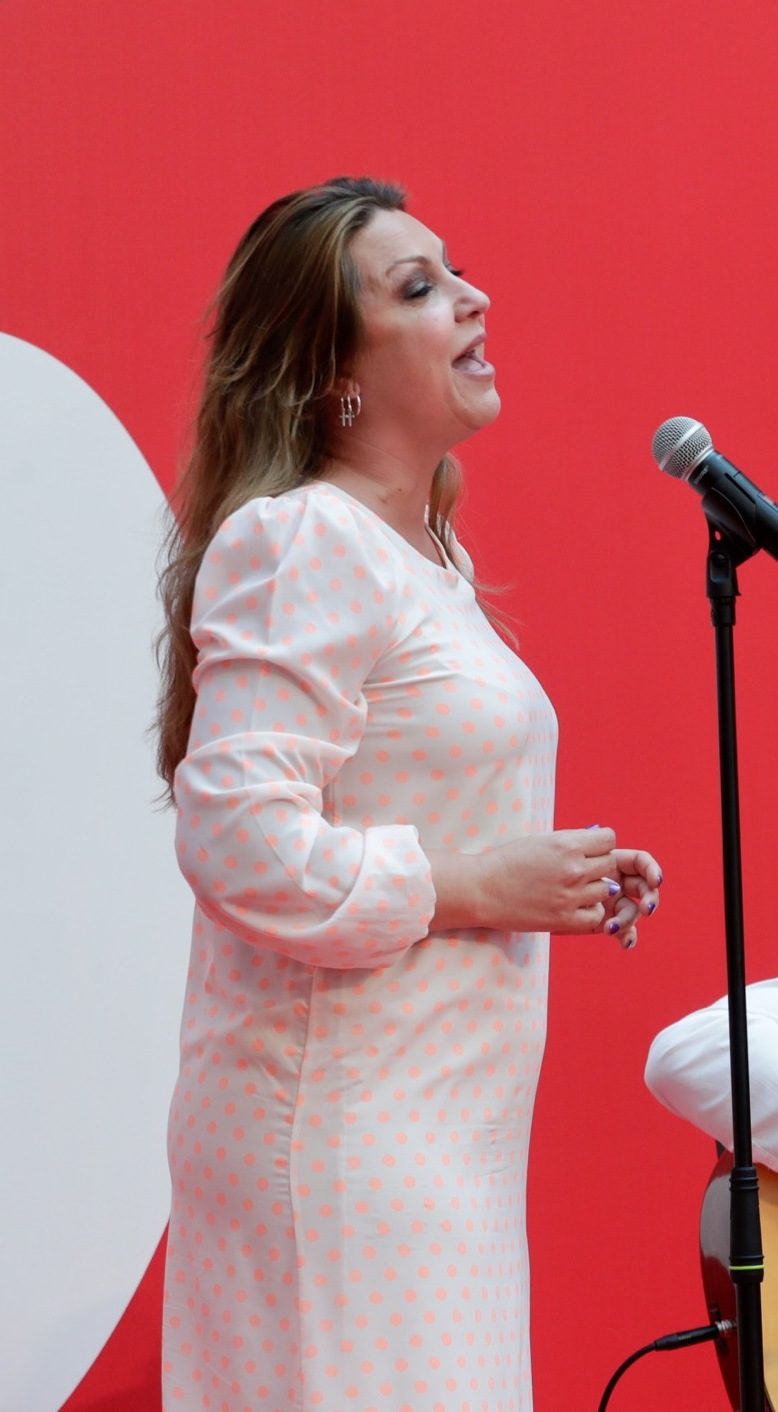
Niña Pastori (2017)

Niña Pastori, eigentlich María Rosa García García (* 15. Januar 1978 in San Fernando, Cádiz, Spanien), ist eine spanische Flamenco-Sängerin. Sie ist die einzige Tochter und das fünfte Kind von José und La Pastori, einer Flamenco-Sängerin aus der Volksgruppe der Gitanos, den spanischen Roma. Mit sechs Jahren begleitete sie ihre Mutter in die Flamenco-Tablaos (Höfe und Cafés mit Flamenco-Bühnen) der Nachbarschaft.
Sie wurde durch Camarón de la Isla beeinflusst und arbeitete mit Größen wie dem Gitarristen und Komponisten Rafael Riqueni (* 1962) zusammen.

## Diskografie

### Alben
| Jahr | Titel                                         | Höchstplatzierung, Gesamtwochen, AuszeichnungChartsChartplatzierungen (Jahr, Titel, Platzierungen, Wochen, Auszeichnungen, Anmerkungen) | Anmerkungen                                                      |
| Jahr | Titel                                         | ES | Anmerkungen                                                      |
| ---- | --------------------------------------------- | --- | ---------------------------------------------------------------- |
| 2002 | María                                         | ES81 ×5Fünffachplatin · (7 Wo.)ES | Erstveröffentlichung: 7. März 2002 Charteinstieg in ES erst 2005 |
| 2004 | No hay quinto malo                            | ES1 Platin · (22 Wo.)ES |                                                                  |
| 2006 | Joyas prestadas                               | ES1 ×3Dreifachplatin · (32 Wo.)ES | Erstveröffentlichung: 21. Februar 2006                           |
| 2009 | Esperando verte                               | ES2 Gold · (26 Wo.)ES | Erstveröffentlichung: 27. Januar 2009                            |
| 2009 | Caprichos de mujer – Todos los grandes éxitos | ES27 (9 Wo.)ES | Erstveröffentlichung: 12. Oktober 2009                           |
| 2011 | La orilla de mi pelo                          | ES3 Gold · (34 Wo.)ES | Erstveröffentlichung: 24. Mai 2011                               |
| 2014 | Raíz                                          | ES13 (15 Wo.)ES | Erstveröffentlichung: 1. April 2014 mit Lila Downs & Soledad     |
| 2015 | Ámame como soy                                | ES8 (20 Wo.)ES | Erstveröffentlichung: 6. November 2015                           |
| 2018 | Bajo tus alas                                 | ES1 (33 Wo.)ES | Erstveröffentlichung: 27. April 2018                             |
| 2018 | Realmente volando                             | ES9 (39 Wo.)ES | Erstveröffentlichung: 8. November 2018                           |
| 2021 | Sigo navegando (25 años)                      | ES12 (8 Wo.)ES | Erstveröffentlichung: 26. November 2021                          |
| 2023 | Camino                                        | ES6 (14 Wo.)ES | Erstveröffentlichung: 28. April 2023                             |
| 2024 | Feliz Navidad                                 | ES38 (3 Wo.)ES | Erstveröffentlichung: 1. November 2024                           |

grau schraffiert: keine Chartdaten aus diesem Jahr verfügbar
Weitere Alben
- 1996: Entre dos puertos
- 1998: Eres luz
- 2000: Cañaílla (ES: Platin)
- 2007: Joyas propias

### Singles
| Jahr | Titel Album                         | Höchstplatzierung, Gesamtwochen, AuszeichnungChartsChartplatzierungen (Jahr, Titel, Album, Platzierungen, Wochen, Auszeichnungen, Anmerkungen) | Anmerkungen                                                   |
| Jahr | Titel Album                         | ES | Anmerkungen                                                   |
| --- | ----------------------------------- | --- | ------------------------------------------------------------- |
| 2000 | Cai Cañailla                        | ES9 (3 Wo.)ES |                                                               |
| 2009 | Capricho de mujer Esperando verte   | ES2 Platin · (15 Wo.)ES |                                                               |
| 2009 | Anoche me diste un beso –           | ES47 (1 Wo.)ES |                                                               |
| 2011 | Cuando te beso La orilla de mi pelo | ES5 Gold · (31 Wo.)ES |                                                               |
| 2016 | La roja baila –                     | ES43 Gold · (6 Wo.)ES | Erstveröffentlichung: 10. Juni 2016 mit Sergio Ramos & RedOne |
| Folgende Lieder erschienen nicht als Single, wurden aber durch das Album zum Download und Streaming bereitgestellt und konnten somit eine Platzierung erlangen: |                                     | |                                                               |
| |                                     | |                                                               |
| 2025 | Palillos y Panderos Feliz Navidad   | ES57 (1 Wo.)ES |                                                               |

Weitere Singles
- 2002: Amor de San Juan (ES: Gold)